# Yvert et Tellier

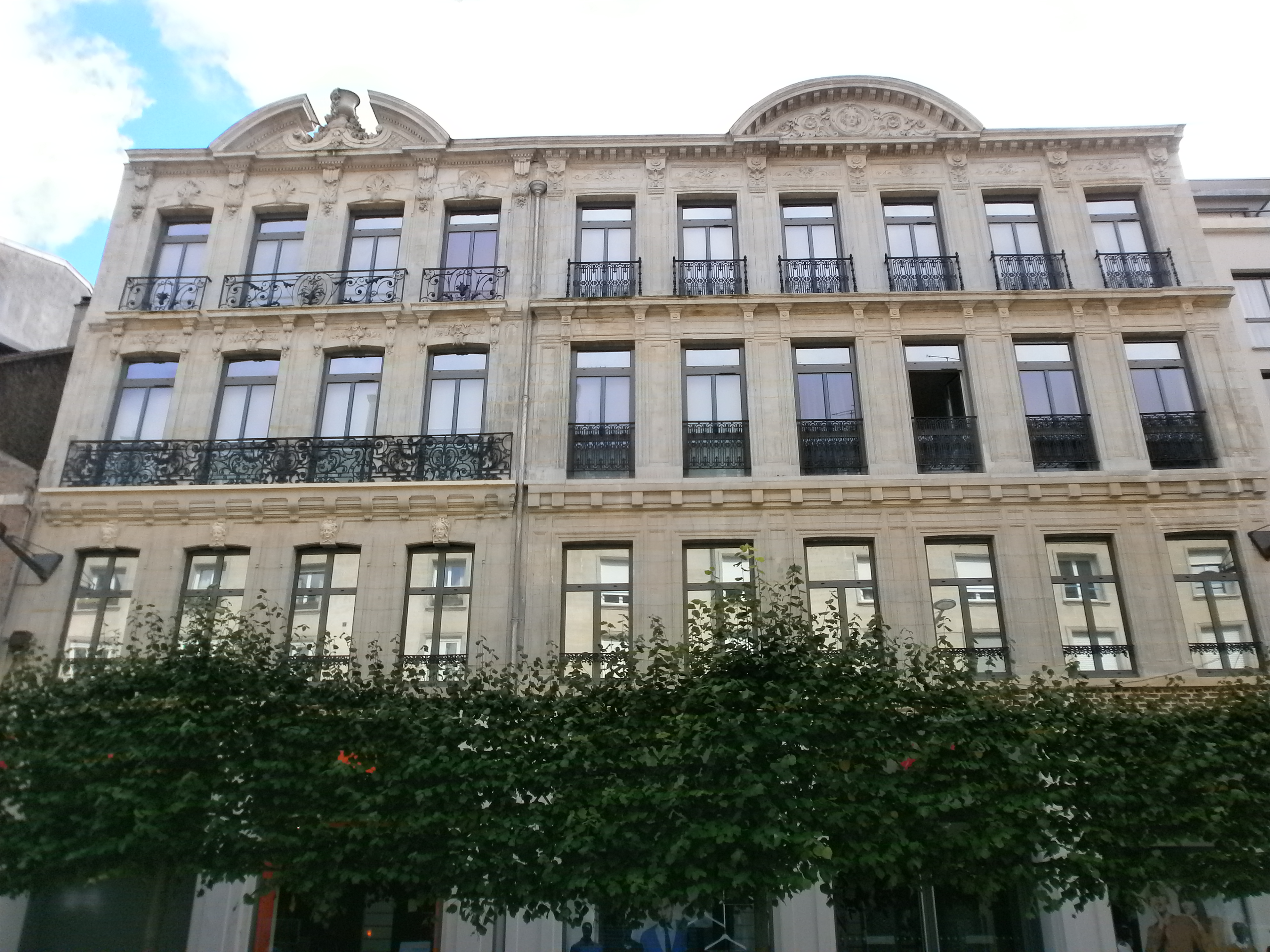
In dit pand, 16-18-20 Rue des Trois-Cailloux te Amiens, was tussen 1839 en 1903 de drukkerij van Yvert (et Tellier) gevestigd. Momenteel herbergt het gebouw winkels en kantoren

Yvert et Tellier is een Franse handelsfirma in postzegels, maar bekender als uitgever van de gelijknamige postzegelcatalogus, die in de wandeling meestal de ‘Yvert’ wordt genoemd. De firma is opgericht als drukkerij in 1831. In 1895 ging ze zich specialiseren in filatelistische publicaties. Een jaar later kreeg ze de huidige naam, naar Louis Yvert, de kleinzoon  van de oprichter en Théodule Tellier, zijn chef-drukker. Het bedrijf is van oudsher gevestigd in Amiens.
Yvert et Tellier is een van de weinige bedrijven die een complete wereldcatalogus op de markt brengen. Concurrenten zijn de Michel in Duitsland, de Stanley Gibbons in het Verenigd Koninkrijk (overigens gevestigd op Jersey) en de Scott-catalogus in de Verenigde Staten. De Zwitserse Zumstein beperkt zich tot de postzegels van Europa en heeft natuurlijk ook een aparte catalogus van Zwitserland. Binnen Frankrijk zijn de meest serieuze concurrenten voor het Frankrijk-deel van de Yvert de Frankrijk-catalogi van Cérès en Dallay. 
De Yvert is van oudsher de meest gebruikte wereldcatalogus in Nederland, al is het gebruik van de Michel de laatste decennia toegenomen. Volgens velen heeft de Michel inmiddels de Yvert ingehaald. De Yvert neemt doorgaans minder variëteiten op dan de Michel en beeldt ook niet alle postzegels af; de schadelijke postzegeluitgiften bijvoorbeeld vaak niet.

## Geschiedenis
Yvert, de voorloper van Yvert et Tellier, begon al in 1887 met het filatelistische maandblad L'Écho de la timbrologie (wat men vrij zou kunnen vertalen als ‘De echo van de zegelkunde’),  dat vandaag de dag nog steeds bestaat. De eigendom van het blad berust tegenwoordig bij een onafhankelijke besloten vennootschap met beperkte aansprakelijkheid, al wordt het nog steeds gedrukt bij de drukkerij van Yvert et Tellier. 
In november 1896 gaf de firma de eerste catalogus uit, onder de naam Catalogue prix-courant de timbres-poste par Yvert et Tellier (‘Catalogus van actuele prijzen van postzegels door Yvert en Tellier’). Tegelijk kwam een album uit met voorgedrukte vakjes, waarin een verzamelaar zijn postzegels kon plakken. Albums maken nog steeds deel uit van het assortiment. Tegenwoordig verkoopt Yvert et Tellier ook albums voor verzamelaars van ansichtkaarten en munten.
In 1900 ging Yvert et Tellier een verbintenis aan met de Parijse postzegelhandelaar Théodore Champion. Champion zou tot zijn dood in 1955 de cataloguswaarden van de postzegels opstellen. Vanaf dat jaar gebeurt dat door een team, dat sinds 2000 onder leiding staat van Jean Varga.
In april 1913 trok Tellier zich uit het bedrijf terug en verkocht hij zijn aandeel aan Louis Yvert. Die besloot als eerbewijs aan Théodule Tellier de naam Yvert et Tellier te handhaven. De uitgeverij is sindsdien in handen gebleven van leden van de familie Yvert. Momenteel berust de leiding bij twee achterkleinzoons van Louis: Christophe Yvert en Benoît Gervais.
In de jaren zeventig en tachtig van de twintigste eeuw werden de afbeeldingen van de postzegels in de catalogi sterk verbeterd en schakelde de drukkerij van Yvert et Tellier over van hoogdruk op offsetdruk. Langzamerhand werden steeds meer catalogi in kleur gedrukt, eerst het Frankrijk-deel, later de Europa-delen, sinds 2008 ook de delen gewijd aan de buiten-Europese landen. In de jaren negentig verscheen het deel Frankrijk voor het eerst op cd-rom. In 2011 kwam daar een cd-rom met de postzegels van België bij.
Jarenlang had de firma het monopolie op het gebruik van de catalogusnummers in zijn catalogi. Andere uitgevers van postzegelcatalogi mochten dus niet de nummering in de Yvert-catalogus vermelden naast hun eigen nummering. Pas in maart 2005 besloot Yvert et Tellier onder druk van de Conseil de la concurrence (de Franse variant van de Nederlandse Mededingingsautoriteit, die sinds 2009 overigens Autorité de la concurrence heet) overname van de catalogusnummers tegen betaling mogelijk te maken.

## Catalogi
Een wereldcatalogus in één deel was na enige tijd niet haalbaar meer met het groeiende aantal postzegels. In 1949 werd de catalogus gesplitst in twee delen: Frankrijk en koloniën en ‘Andere landen’. Wel geeft Yvert et Tellier sinds de vroege jaren van de 21e eeuw een catalogus  Classiques du monde 1840-1940 uit met alle zegels die tussen 1840 en 1940 zijn uitgegeven.
Vanaf 1953 kende de catalogus deze indeling:
- Een deel France, Andorre, Monaco, colonies françaises et anciennes colonies devenues indépendantes (Frankrijk met Andorra, Monaco en al dan niet onafhankelijk geworden Franse koloniën).
- Een deel Pays d’Europe, landen van Europa.
- Een deel Outre-mer (letterlijk: ‘Overzee’), de landen buiten Europa.

Het Europa-deel werd in 1979 opgesplitst in de delen Europe de l’Ouest (West-Europa) en Europe de l’Est (Oost-Europa). In 1981 moest ook het deel Outre-mer worden opgesplitst.
Begin 2015 bestond een complete Yvert uit 17 delen (tussen haakjes het jaartal van de laatstverschenen editie):
- Tome 1, France (2015): Frankrijk.
- Tome 1bis, Monaco, Andorre, Nations Unies et France d’outre-mer (2015): Monaco, Andorra, postzegels van Europa en de Verenigde Naties, overzeese gebiedsdelen van Frankrijk.
- Tome 2.1, Colonies françaises (2015): Franse koloniën.
- Tome 2.2, Pays indépendants d’Afrique, Algérie à Haute-Volta, ainsi que Cambodge et Laos (2013): Onafhankelijk geworden landen in Afrika (Algerije tot en met Opper-Volta), alsook Cambodja en Laos.
- Tome 2.3, Pays indépendants d’Afrique, Madagascar à Tunisie, ainsi que Vanuatu et Vietnam (2014): Onafhankelijk geworden landen in Afrika (Madagascar tot en met Tunesië), alsook Vanuatu en Vietnam.
- Europe Volume 1: Albanie à Bulgarie (2014): Europa, Albanië tot en met Bulgarije.
- Europe Volume 2: Carélie à Hongrie (2014): Europa, Karelië tot en met Hongarije.
- Europe Volume 3: Ingrie à Portugal (2012): Europa, Ingermanland tot en met Portugal.
- Europe Volume 4: Roumanie à Yougoslavie (2013): Europa, Roemenië tot en met Joegoslavië.
- Outre-mer, Abou Dhabi à Burundi (2011): Buiten Europa, Abu Dhabi tot en met Burundi.
- Outre-mer, Caïmanes à Dominicaine (2013): Buiten Europa, Kaaimaneilanden tot en met Dominicaanse Republiek.
- Outre-mer, Dominique à Guatemala (2014): Buiten Europa, Dominica tot en met Guatemala.
- Outre-mer, Guinée-Bissau à Lesotho (2008): Buiten Europa, Guinee-Bissau tot en met Lesotho.
- Outre-mer, Liban à Nyassaland (2008): Buiten Europa, Libanon tot en met Nyasaland.
- Outre-mer, Océan Indien à Samoa (2009): Buiten Europa, Brits Indisch Oceaanterritorium tot en met Samoa.
- Outre-mer, Seychelles à Zoulouland (2010), Buiten Europa, Seychellen tot en met Zoeloeland.
- Tome de référence (2007): Index op de catalogi in het Frans en het Engels.

De (franstalig) alfabetische indeling van de vier delen Europa vervangt de oude indeling in drie delen West- en twee delen Oost-Europa.
Naast deze reeks bestaan afzonderlijke catalogi voor Zuid-Amerika (2014) en het Midden-Oosten (2015).
Niet elk deel verschijnt dus elk jaar. Voor wie bij wil blijven brengt Yvert et Tellier ieder jaar een Catalogue Mondial des Nouveautés, een ‘wereldcatalogus van nieuwtjes’, uit met alle postzegels die het afgelopen jaar overal ter wereld verschenen zijn.
In 2006 kreeg het Frankrijk-deel gezelschap van een simpeler versie, Le petit Yvert, die alleen de afbeeldingen van de zegels en hun prijzen bevat. Een meer gespecialiseerde editie met informatie over de achtergronden, de ontwerper(s) en de variëteiten van de postzegels bestaat al sinds 1939. Toen werden drie delen uitgegeven. Een tweede editie bleef onvoltooid. In 2000 is het eerste deel van een derde editie uitgegeven.
Yvert et Tellier geeft ook een catalogus van fiscale zegels van Frankrijk en koloniën uit.